# 松嶋友里恵
松嶋 友里恵（まつしま ゆりえ、1969年7月4日 - ）は、日本のAV女優。バルドエージェンシー所属。

## 略歴・人物
石川県出身。2012年12月にアダルトビデオメーカー・マドンナの専属女優として43歳にしてデビューした熟女系AV女優。

## 出演作品

### アダルトDVD
2012年
- 松嶋友里恵［43歳］AVデビュー!!（12月25日、マドンナ）※デビュー作

2013年
- 幸せな再婚　松嶋友里恵（1月25日、マドンナ）
- 母子相姦の湯 父さんの目を盗んで母さんと…　松嶋友里恵（2月25日、マドンナ）
- 漁師の母　松嶋友里恵（3月25日、マドンナ）
- 人妻の性欲 〜夫の知らないもう一人のワタシ〜　松嶋友里恵（4月25日、マドンナ）
- 二人の兄嫁 〜夫の生家で寝取られた美義姉妹〜（5月25日、マドンナ）共演:三浦恵理子
- 人妻女教師、犯サレテ…。　松嶋友里恵（6月25日、マドンナ）
- 43歳 松嶋友里恵 まじわり。 〜お母さんと息子の愛ある性交〜（7月1日、ABC）
- 近親相姦 母と息子の肉欲交尾 〜お母さんに中出（だ）して!!〜　松嶋友里恵（7月11日、センタービレッジ）
- 青姦親子　松嶋友里恵（7月19日、エマニエル）
- 息子の嫁は親父の女 親父の嫁は息子の女（7月31日（レンタル）/9月13日（セル）、LEO）共演:稲川なつめ、木村つな
- 中出し 近親相姦 湯舟の母　松嶋友里恵（8月1日、センタービレッジ）
- 真正美熟女43歳 松嶋友里恵 息子の大きすぎるチンポが気になって…（8月1日、ABC）
- 母子近親相姦生中出し 愛する息子と母子相姦生中出し交尾　松嶋友里恵（8月13日、セレブの友）
- 近親相姦 義母の誘惑 2 〜私、淫乱で我慢できません。〜（8月15日、ZAKURO）
- 43歳 松嶋友里恵 息子に身体を許す母…夫の隣で…（9月1日、ABC）
- 誰にも言えない禁断のレズ恋愛 親友と親友のママに愛されて Vol.2（9月5日、ディープス）共演:湊莉久、友田彩也香
- 親族相姦 きれいな叔母さん　松嶋友里恵（9月7日、ヴィーナス）
- お義母さん、にょっ女房よりずっといいよ… 松嶋友里恵（9月12日、タカラ映像）
- 有閑マダム レズ美アン（9月13日、U&K）共演:三浦恵理子
- 美人妻のレイプ願望　松嶋友里恵（9月15日、ZAKURO）
- 淫乱人妻ノンストップ4Pファック! 絶え間なくチンポをハメられる4Pファックに何度も潮吹き絶頂!（9月19日、エマニエル）
- 丸ごと! 松嶋友里恵8時間 〜デビュー作を含む全7タイトル16本番大放出BEST〜（9月25日、マドンナ）※総集編
- 兄嫁 友里恵 義弟に寝取られた美人妻（9月27日、Nadeshiko）
- 友達の母親を、友達の目の前で、犯しまくった少年達。 松嶋友里恵（10月10日、タカラ映像）
- ジ・コ・マ・ン 4 美熟女編（10月11日、LEO）他出演:風間ゆみ、藤下梨花
- 寝取り寝取られ 母と息子の求め合う夜這い 大全集 4時間（10月19日、ABC/妄想族）他出演:小町あかり、井川ゆい、竹内奈々子、藤下梨花、松嶋ルリ、青木美空、稲川なつめ、加藤ツバキ、小早川怜子、矢部寿恵、桐岡さつき、湯川美智子、希咲あや、風見なな、島谷愛、白鳥寿美礼、高月和花、春日もも
- 淫語で誘う妄想マダム 〜寸止め生殺し痴女の日常生活〜　松嶋友里恵（10月25日、Nadeshiko）
- いやらしい女社長のいる会社　松嶋友里恵（10月25日、Mellow Moon）
- 性処理専用いいなり熟女　松嶋友里恵（11月1日、カマタ映像）
- 息子のムスコを手コキしたい母親集 ～いっぱい精子出るトコ見せて～ 4時間2（11月19日、ABC/妄想族）他出演:野原もも、折川菜由、山河ほたる、桜瀬ありな、藤森綾子、青木美空、富永ひろ美、加賀ゆり子、藤下梨花、冴島かおり、三浦恵理子、北堀舞、沢口みき、稲川なつめ、矢部寿恵、翔田千里、吉永あかね、小早川怜子、須藤早紀、眞木あずさ、千紘真奈美、星野来夢、本真ゆり
- 喪服未亡人 あなた許して… 犯され性奴隷となる人妻 4　松嶋友里恵（11月22日、Nadeshiko）
- 月曜日はトップレス　松嶋友里（11月28日、タカラ映像）
- 母は良妻賢母ですが僕の言いなりペットです　松嶋友里恵（11月28日、タカラ映像）
- 僕のお袋とヤラないか？　松嶋友里恵（11月29日、ドリームステージエンタテインメント）
- 貞操帯で束縛される日焼け妻の浮気なオマ●コ　松嶋友里恵（12月6日、ワープエンタテインメント）
- 嫁姑レズ相姦 わたしのお義母さん（12月7日、ヴィーナス）共演:宇佐美なな
- 店主の性奴隷になった万引き妻　松嶋友里恵（12月25日、ながえSTYLE）

2014年
- 人妻女郎物語 〜あなた… 身請けてください〜（1月4日、オルガ）共演:冬木舞
- 普段は地味な人妻OLの夫に言えないアルバイト　松嶋友里恵（1月19日、ヴィーナス）
- 厳選黒パンスト！！ ぬるべちょ潮吹きディルドオナニー！（1月25日、セレブの友）他出演:椎名ゆな、片瀬清美、山本美和子、矢部寿恵、朝桐光、藤下梨花、霞貴理子
- 43歳 美魔女 松嶋友里恵 総集編 4時間（2月1日、ABC）※総集編
- 四十路マダム 40（2月7日、クリスタル映像）他出演:本庄瞳、大橋ひとみ、青山真希
- 鬼フェラ地獄 熟×4（2月14日、REAL）共演:峰岸ふじこ
- 母子家庭 童貞息子を男にした母　松嶋友里恵（2月25日、ながえSTYLE）
- 義母のブラが浮いています　松嶋友里恵（2月27日、タカラ映像）
- この熟女いやらしい！濡れしたたる秘部 うごめく肉襞 こんな快感欲しかったの…（2月28日、アテナ映像）他出演:鶴田美和子、中島美和
- ドリームステージ 若妻セレクション 6（3月14日、ドリームステージ）他出演:大谷佳香、白川ゆり、望月マリア、門田まつり、高島小百合、美神さゆり、まどか愛、宮崎良美、真白希実、真中いずみ、西野エリカ、神崎レオナ、菅野礼奈、若尾玲奈、水原薫子、愛川ヒカル、愛原さつき、新尾きり子、永野愛実、平山薫、北条麻妃
- 母親が犯す！！ 息子にまたがり腰振る発情母 4時間（3月19日、ABC/妄想族）他出演:星野あかり、千紘真奈美、桜木美央、高橋美緒、堀川奈美、北堀舞、結城みさ、冴島かおり、小早川怜子、波多野結衣、吉永あかね
- 入学式の帰りを狙った母娘同時押し込みレイプ（3月21日、青空ソフト）他出演:春日野結衣、すみれ
- オナクラ淫語パラダイス（4月11日、ケイ・エム・プロデュース）他出演:美咲結衣、友田彩也香、山本美和子
- 酔いどれレズビアン（4月13日、U&K）他出演:高梨あゆみ、滝沢すみれ、加納綾子、冬木舞、相沢恋
- 人妻恥悦旅行　松嶋友里恵（4月17日、グローリークエスト）
- ヘンリー塚本監督作品　中高年夫婦の性生活・毎晩要求してくる妻・一年中やりたがる夫・好き者夫婦の幸福な人生（5月13日、FAプロ）他出演:沢村ゆうみ、夏下千恵子
- エロ年増 30（6月6日、クリスタル映像）他出演:菊川麻里、白鳥寿美礼、椎名綾
- 親族相姦 きれいな叔母さん 総集編 2（8月7日、VENUS）他出演:瀧川花音、田宮りかこ、橘優花、今村楓、桜井あゆ、冴島かおり、神崎久美、高梨あゆみ、愛実れい
- 帰省妻レズ調教～夫の生家に一人きり…嫁小姑レズビアン～（9月7日、ビビアン）共演:森ななこ、加納綾子、板垣あずさ
- 美熟女オフィス逆セクハラ 社長編 12名 4時間（10月25日、Mellow Moon（メロウムーン））他出演:普川ゆりね、花島瑞江、三条加奈子、 若松かをり、横山みれい、北条麻妃、矢部寿恵、松本まりな、加藤ツバキ、小池絵美子、葉山弓子
- 私を嫉妬させてください… 愛妻ダッチワイフ5　松嶋友里恵（11月8日、ながえスタイル）
- 貧乳母さん 朝からびんびん乳首で中出し交尾 20人4時間（11月27日、センタービレッジ）他出演:栢刹那、木村梢、秋山百合、久倉加代子、小田切あや、香川夕希、千堂マリア、木原としみ、矢部寿恵、松下美香、七海ひさ代、竹内れい子、柳井美夏、三井茜、加瀬みどり、小林れいこ、瀧上淑子、井川香澄、竹内かすみ
- 抱き心地最高な柔肌四十路熟女達（12月12日、なでしこ）他出演:後藤さなえ、月丘咲、染谷由紀、松下華純、香澄千華、京野美麗、小野寺梓、前田真莉、沼田紗枝、深津佳乃、平尾雅美、東条朱美、増田千枝子、沢近由紀美

2015年
- 超★エロ年増 8時間 DX 2（1月9日、クリスタル映像）他出演:八上寿々音、中条美佐、高崎なるみ、西野エリカ、須山南、椎名綾、桐島綾子、一條弥生、菊川麻里、白鳥寿美礼、峰岸ふじこ、悠月ちひろ、水樹まや、彩女早紀
- ガリガリ母の敏感ボディー デカマラ挿入 30人 6時間 2枚組（1月19日、ダイナマイトエンタープライズ）他出演:内村美智子、秋野美鈴、結城みさ、池上千尋 他
- みょうに色っぽい喪服未亡人にチ○ポが反応してしまった俺。無理矢理手コキをさせてやったら、ビンビンに勃起したチ○ポを上下にシコシコとシゴく手つきが超エロい！（1月30日、ジャネス）他出演:松本まりな、寺崎泉、山本美和子、福元美砂恵
- 喪服未亡人のフェロモンにムラムラした俺は突然ビンビンに勃起したチ○ポを押しつけてやった。拒みながらもハァハァと意外に感じる彼女に辛抱たまらず大量ザーメンを発射しちゃいました!（2月19日、設定思考）他出演:福元美砂恵、松本まりな、山本美和子、寺崎泉
- 熟ズボッ! いきなり襲われ、たちまち絶頂！匂い立つ食べごろ美熟女 25人（2月27日、アテナ映像）他出演:兵藤まき、中島京子、米倉のあ、坂本悦子、都盛星空、霞貴理子、愛川咲樹、一ノ瀬百合、新野美穂、水樹あやか、桜木かおり、佐伯かのん、矢沢紀香、桐島綾子、如月冴子、藤原理奈子、円城ひとみ、長澤都、峰岸ふじこ、尾崎玲奈、二葉恵、瀬戸友里亜、月美弥生、山川詩織
- 僕のお袋とヤラないか? 完全版 2（2月27日、ドリームステージ）他出演: 北原小百合、堀口麻紀、冬木舞
- 息子たちの若くて反り返る勃起チ○ポを見てオナニーする豊満ボディの母親たち。熟したマ○コをイジる姿が辛抱たまらず僕も思わずセンズリを見せつけドピュと発射してしまいました!（3月5日、ジャネス）他出演:葉月奈穂、神崎久美、横山みれい、川上ゆう
- 浴びた女も感激する一撃!!大量顔射!!! Part.5（3月6日、ワープエンタテインメント）他出演:涼風ことの、望月るな、あゆみ翼、蓮実クレア、希咲エマ、阿部乃みく、板垣あずさ、神波多一花、星川麻紀、風間ゆみ
- 熟した喪服美人が色気ムンムンすぎて辛抱たまらん! いきなり勃起したチ●ポを見せつけオナニーを強要したら、マン汁垂らしてイキまくるので思わず顔射してやった!!（3月15日、ジャネス）他出演:寺崎泉、松本まりな、山本美和子、福元美砂恵
- ｢お父さんには内緒だヨ｣ お母サンの凄テクと使い込んだオマ○コに我慢できず発射寸前！毎日勃起してる僕のチ○ポに気付いてこっそり面倒みてくれました!（3月24日、ラハイナ東海）他出演:葉月奈穂、川上ゆう、神崎久美、横山みれい
- 黒パンストが妙にエロい喪服未亡人にムラムラして無理矢理フェラチオをさせちゃった俺！「やめて。」と言いながらもジュポジュポという音が部屋中に響き渡るくらい激しく喰らいついてきたのでドピュドピュと口内発射してやった!（4月24日、なでしこ）他出演:福元美砂恵、松本まりな、寺崎泉、山本美和子
- 黒衣の未亡人の黒ストッキングにそそられた俺はフル勃起! 不謹慎だが辛抱たまらずチ○ポを見せつけたら「ヤメテ」と言いながらもオマ○コを濡らしてた!!（5月1日、DX）他出演：松本まりな、山本美和子、福元美砂恵、寺崎泉
- 僕を密かに誘惑するお義母さん。「ちょっとだけだから…」と自らのマ●コを擦り濡らしながらチ●ポをしゃぶりまくるんです。彼女の喉チ●コにカリがこすれて思わず連続発射しちゃいました!（5月22日、なでしこ）他出演：川上ゆう、葉月奈穂、神崎久美、横山みれい
- 喪服未亡人 あなた許して… 犯され性奴隷となる人妻 DX4時間（6月26日、なでしこ）他出演：松本まりな、山本美和子、福元美砂恵、寺崎泉
- ターゲットは大人ボディの美人妻。何気ない日常、「ヤメテ!」と必死に抵抗するも極太チ●ポからは大量のザーメンが発射される!!（7月24日、なでしこ）
- 義母はセックス依存症! ヤリたくなると息子の僕を誘惑するので困っちゃいます。「お父さんには内緒よ」と上にまたがって近親中出し!（7月24日、なでしこ）他出演：川上ゆう、葉月奈穂、神崎久美、横山みれい
- 「お父さんには内緒だよ」 久しぶりに見る母のカラダに僕のチ○ポは爆発寸前! どうしてもガマンできずにチ○ポをマ○コにズブリと挿入しちゃいました!!（8月19日、DX）
- 暇を持てあまし欲求不満なセレブ妻はいつでも発情中! パンチラ胸チラで誘惑しては硬くなったチ○ポを発射するまで握ってるんです!!（9月1日、DX）
- 犯されたい人妻たち 夫が帰ってくるまで… いつも平凡な毎日を送っている昼顔夫人は他の男たちにレイプされることで欲求不満を解消しているんです!!（9月25日、なでしこ）他出演：神崎久美、村上涼子、北条麻妃、広瀬奈々美
- ターゲットは欲求不満な人妻たち! 昼顔夫人を3Pで好き放題犯しまくり、顔射! 中出し!（9月30日、フューチャー）他出演：神崎久美、村上涼子、北条麻妃、広瀬奈々美
- 近所で評判な美人妻のイヤらしいカラダを無理ヤリ寝取る! 「もう、ガマンできん!」 フル勃起チ●ポを喉奥まで突っ込み高速ピストンで口内発射する俺 2（10月23日、なでしこ）他出演：神崎久美、村上涼子、北条麻妃、広瀬奈々美
- 夫のいない間にNTR（寝取ら）れ何度もイカされた私。主人以外のチ○ポを咥えさせられ思わずオマ○コが疼いて大欲情しズボズボ中出し! 2（11月1日、設定思考）他出演：神崎久美、村上涼子、北条麻妃、広瀬奈々美
- 絶頂激イキ自慰! 自画撮りプライベートオナニー（11月5日、グローリークエスト）他出演：宮部涼花、神波多一花、晶エリー、島崎麻友、松下美雪 ほか

2016年
- 45歳 昼顔夫人 松嶋友里恵 ベスト4時間 エロすぎる本気SEXにチ○ポは勃起しっぱなし（1月22日、なでしこ）※単体ベスト
- こんな初体験がしたかった。ちまたに潜むフェラ好き巨乳痴女に誘惑された僕は…（1月30日、フューチャー）他出演：神崎久美、村上涼子、北条麻妃、広瀬奈々美
- 突然僕の目の前で、巨乳のお姉様がオナニー!? 直ぐに反応した僕のチ●ポを手コキしながらイキまくるんでたまりませーん!（2月15日、フューチャー）他出演：神崎久美、村上涼子、北条麻妃、広瀬奈々美
- 日頃欲求不満な人妻たちは、持て余した性欲でムッチリボディを見せつけ僕を誘惑するんです。 勃起チ○ポに抑えきれないオマ○コは、騎乗位で…（3月15日、フューチャー）他出演：神崎久美、村上涼子、北条麻妃、広瀬奈々美
- 極上BODYの美人妻に勃起見せつけ!! あまりにそりたったチ●コに嫌がりながらもマ●コからマン汁ダダ漏れ! 旦那がいるにも関わらず、ムリヤリ相互オナニー!! 最後に顔射までおみまいする変態男!!（3月22日、ラハイナ東海）他出演：神崎久美、村上涼子、北条麻妃、広瀬奈々美
- 近所に住む綺麗な昼顔妻が濃厚エロフェロモンをふりまき、男は発情! 2人掛かりでレイプし、無防備妻と濃厚に3P中出しSEXをした!（3月25日、なでしこ）他出演：神崎久美、村上涼子、北条麻妃、広瀬奈々美
- 万引き妻 クレーマー妻 泥棒妻 肉体(カラダ)で謝罪（3月25日、ながえスタイル）他出演：かなと沙奈、国見りさ、松本亜璃沙
- 人妻は夫に相手をしてもらえなくて欲求不満。夫以外の男に胸の谷間を見せ、さらに「さわってもいいのよ」オーラを分かりやすく出して誘惑手コキする!!（4月15日、フューチャー）他出演：神崎久美、村上涼子、北条麻妃、広瀬奈々美
- 近所の人妻が超タイプ! ダメ元でエッチさせてもらおうと思ったけど思いっきり断られた! やらせてくれない腹いせに手コキを強要してドピュドピュ精子ぶっかけちゃった!（5月17日、ラハイナ東海）他出演：神崎久美、村上涼子、北条麻妃、広瀬奈々美
- いつも性欲を持て余した人妻は下品な指オナニーを見せつけ男を誘惑! オマ○コをズボズボしながら手コキする好きもの熟女たち（5月17日、ラハイナ東海）他出演：神崎久美、村上涼子、北条麻妃、広瀬奈々美
- 親父の嫁さん(義母)の誘惑オナニーに勃起した俺(息子) 欲情した彼女は僕のセンズリを見てイキまくってた（5月17日、ラハイナ東海）他出演：川上ゆう、葉月奈穂、神崎久美、横山みれい
- 旦那に構ってもらえない清楚な欲求不満妻は俺の臭いに発情してチ○ポの上に乗ってきた!（6月24日、なでしこ）他出演：村上涼子、神崎久美、北条麻妃、広瀬奈々美
- こんな人妻に誘惑手コキされたい! 日頃清楚な人妻のナイスボディに暴発寸前! 開き直って勃起チ○ポをみせたら射精までしてくれた!!（8月23日、ラハイナ東海）他出演：神崎久美、村上涼子、北条麻妃、広瀬奈々美
- ガリガリ貧乳熟女 連続絶頂セックス（9月19日、ダイナマイトエンタープライズ）他出演：白鳥聖子、矢部寿恵、高坂紀子、新見冴子、山本いずみ
- 相互オナニーで顔射したい! 240分 俺の勃起チ○ポを見ながら指ズボする究極のオナニーサポート!（9月19日、スタイルアート/妄想族）他出演：松本まりな、山本美和子、福元美砂恵、広瀬奈々美、北条麻妃、神崎久美、寺崎泉
- 四十路人妻禁断の裏切りレズビアン（10月28日、なでしこ）共演：月丘咲／他出演：深津佳乃、京野美麗、宝来みずほ、保坂友利子、菊川麻里、花島瑞江
- オナニーで挑発する人妻210分 突然、目の前でエロ熟女がオマ○コ丸出しで激イキ! 糸引くマン汁を指に絡ませてズボズボピストン!!（11月19日、スタイルアート/妄想族）他出演：神崎久美、小早川怜子、広瀬奈々美、澤村レイコ、北条麻妃

2017年
- 自我崩壊! マ●かす付けたまま肉棒挿れ込む飢えた四十路熟女達 Part2 4時間15人（7月14日、なでしこ）他出演：染谷由紀、如月冴子、松下美香、城野絵里香、月丘咲、京野美麗 ほか
- ヘンリー塚本 昭和中高年夫婦の性生活の知恵（7月27日、ヘンリー塚本）他出演：寺崎泉、結城みさ、浅井舞香、手塚みや、熊谷麻美、安藤沙耶佳 ほか
- 愛妻ダッチワイフ セルバージョン 2（9月13日、ながえスタイル）他出演：西条沙羅、瀬奈ジュン、加藤ツバキ

2018年
- 俺のお袋とヤらないか? ～息子と友人に弄ばれる変態熟女たち～（6月22日、カマタ映像）他出演：吉本和香子、竹下美紗子、江角真弓、堀口麻紀、北原小百合